# Nives
Nives (en wallon Nive) est une section de la commune belge de Vaux-sur-Sûre, située en Région wallonne dans la province de Luxembourg.
C'était une commune à part entière avant la fusion des communes du 17 juillet 1970.

## Démographie
- Source: INS recensements population
- 1910: Scission de Vaux-les-Rosières
- 1970: Annexé à Vaux-les-Rosières

## Histoire
En 1795, fusion avec Cobreville, Sûre et Vaux-lez-Rosières.
En 1906, séparation de Vaux-lez-Rosières érigée en commune.
Au cours de la Seconde Guerre mondiale, le 10 mai 1940, jour du déclenchement de la campagne des 18 jours, Nives est prise par les Allemands du II./Schützen-Regiment 2 de la 2e Panzerdivision qui a pour objectif de traverser la Meuse au niveau de Sedan.
Le 17 juillet 1970, nouvelle fusion avec Vaux-lez-Rosières et Morhet pour former la nouvelle commune de Vaux-sur-Sure.